# جي ديفيلوب
جي ديفيلوب (بالإنجليزية: GDevelop)‏ عبارة عن محرك ألعاب ثنائي الأبعاد حر ومفتوح المصدر، يركز بشكل أساسي على إنشاء ألعاب سطح المكتب والهواتف المحمولة، بالإضافة إلى ألعاب إتش تي إم إل 5 التي يمكن تشغيلها على المتصفح. طوره فلوريان ريفال مهندس برمجيات سابق في جوجل، ويستهدف البرنامج بشكل أساسي غير المبرمجين و مطوري الألعاب، ويستخدم البرمجة المرئية القائمة على الأحداث المشابهة لمحركات مثل Construct [الإنجليزية] وستنسل وTynker [الإنجليزية]. كما أنه يدعم نصوص جافا سكريبت البرمجية، ونظرًا لأنه يتم توزيعه بموجب ترخيص مفتوح المصدر، فقد وجد جي ديفيلوب فائدة في تعليم تطوير الألعاب، بدءًا من المدارس الابتدائية إلى الدورات الجامعية. كما استخدم من قبل المعلمين والباحثين لإنشاء ألعاب تعليمية وجادة. حتى قامت بإتاحة باقات مخصصة للمدارس والشركات.

## المنصات المدعومة
يتيح جي ديفيلوب للمستخدمين تجميع الألعاب في حزم مستقلة، دون الحاجة إلى تشغيل البرنامج، وان الأنظمة الأساسية التالية مدعومة للتصدير بنقرة واحدة:
- ويندوز 7/8/10/11
- لينكس
- أندرويد
- HTML (الويب)

بالإضافة إلى ذلك، يمكن تصدير المشاريع محليًا، و تحزيمها يدويًا إلى الأنظمة الأساسية التالية:
- ويندوز 7/8/10/11
- متجر ويندوز UWP
- لينكس
- أندرويد
- iOS
- HTML5 (الويب)

## روابط خارجية
- الموقع الرسمي
- المنتدى الرسمي
- مشروع جيثب
- صفحة عرض الألعاب